# مقاطعة ويليامسون (تينيسي)
مقاطعة ويليامسون هي مقاطعة في تينيسي، بلغ عدد سكانها 183٬182  نسمة، في 2010، عاصمتها فرانكلين.

## الموقع
تشترك في الحدود مع:
- مقاطعة ديفيدسون.

## التقسيمات الإدارية
- فرانكلين.

## أعلام
- صموئيل بينتون
- جيم ريفز
- شارلن هولت
- جورج جوردن